# Cryphia syrticola
Cryphia syrticola là một loài bướm đêm trong họ Noctuidae.